# Церковь Благовещения Пресвятой Богородицы (Семигорье)
Церковь Благовещения Пресвятой Богородицы — каменная двухэтажная четырёхпрестольная церковь с Воскресенским, Никольским и Казанским приделами. Ныне приходской храм Вичугского благочиния Иваново-Вознесенской епархии Ивановской митрополии Русской православной церкви в селе Семигорье Вичугского района Ивановской области. Построен в 1753 году в барочно-классицистическом стиле на месте храма Казанской иконы Божией Матери.

## Престолы
- Благовещения Пресвятой Богородицы
- Воскресения Христова
- Иконы Божией Матери Казанской
- Николая Чудотворца

## История
Деревянный храм святого Николая Чудотворца существовал в Семигорье в конце XVI века. В 1627 году на месте сгоревшего построен храм Казанской иконы Божией Матери. Существующий ныне каменный двухэтажный храм Благовещения Пресвятой Богородицы возведен в 1753 г. на средства князя Ивана Борисовича Козловского. Местной святыней считалась Казанская икона Божией Матери. В 1913 году заводчиком Коноваловым произведена надстройка второго этажа.

Изображения начала XX века
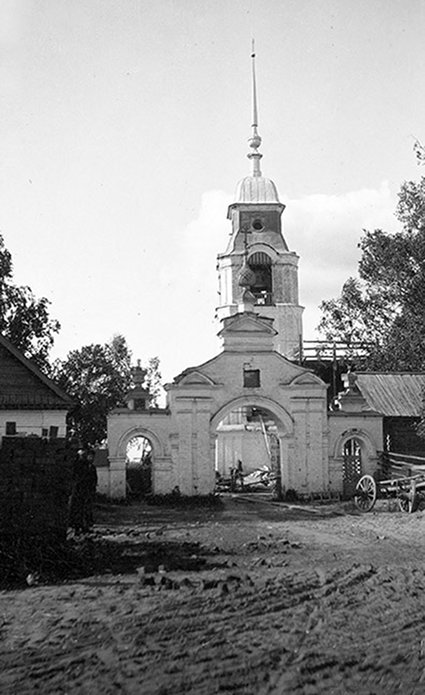
Южные ворота и колокольня Благовещенской церкви, начало XX века
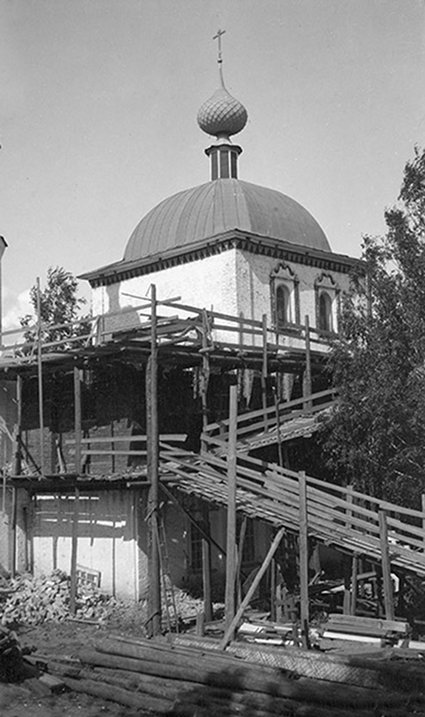
Трапезная часть до надстройки, начало XX века
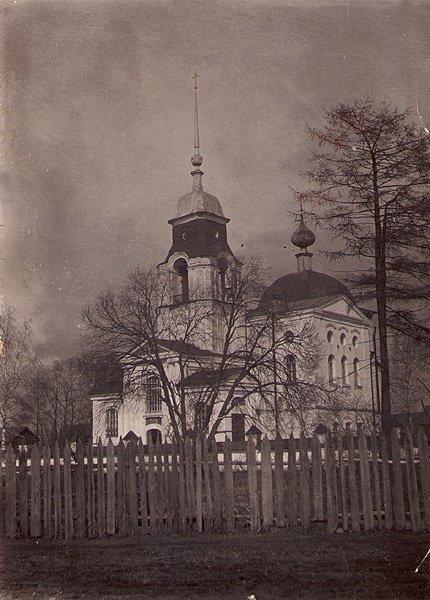
Западный фасад после надстройки, предположительно 1912 г.
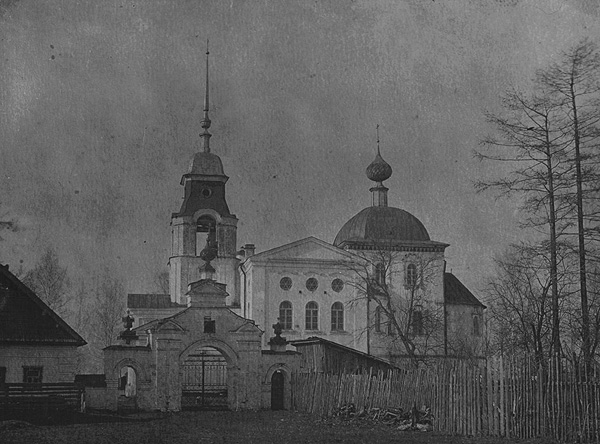
Южный фасад после надстройки, предположительно 1912 г.

В 1938 г. храм был закрыт и долгое время находился в запустении. В 1939 году сбросили с колокольни колокола. Несмотря на то, что в 40-е годы XX века храм был признан памятником архитектуры, местными жителями он использовали как складское помещение. В дальнейшем, когда из храма вынесли иконы, его стали разбирать на кирпич и доски для личных нужд. Здание церкви быстро пришло в упадок. Второй этаж храма рухнул. В 60-х годах в шпиль колокольни ударила молния, и 45-ти метровая колокольня сгорела. На месте храма стали твориться бесчинства. В совхозное время жители тракторами пробили стену и хранили там картошку.
В ноябре 2002 г. в церкви возобновились богослужения. Указом Высокопреосвященнейшего Амвросия, архиепископа Иваново-Вознесенского и Кинешемского от 26 августа 2002 года Благовещенский храм передан на восстановление Свято-Введенскому женскому монастырю г. Иванова — это пятое монастырское подворье. Храм передали Свято-Введенскому монастырю в ужасном состоянии. В марте 2012 подворье ликвидировано и в Семигорье образован самостоятельный Благовещенский приход. 29 октября 2017 года митрополит Иваново-Вознесенский и Вичугский Иосиф совершил малое освящение храма.

## Описание согласно паспорту памятника архитектуры от 1974 года[4]
Постройка расположена на северной окраине села Семигорье. Это большая двухэтажная церковь. Храм, трапезная, апсида и колокольня расположены на одной оси восток-запад. Храм во втором этаже перекрыт сомкнутым сводом, трапезная и паперть — крестовыми, переход от колокольни к трапезной — сводиками по металлическим балкам. Здание выполнено в два исторических периода. Одноглавый куб храма и апсида оформлены лопатками по углам, фигурными наличниками трех вариантов. Плоскости стен храма венчаются карнизом с городками из глазурированных кирпичей. С этой частью перекликается в оформлении верх колокольни (восьмерик под небольшим шатром). Она украшена по скошенным углам лопатками, с карнизом из сухариков. Плоскости стен её прорезаны полуциркульными арками звонов. Фасады трапезной оживлены лишь полуциркульными и круглыми под ними проемами окон, карнизом простых обломов. Парадный вход с западной стороны низа колокольни обрамлен портиком из двух пар полуколонн, увенчанных треугольным фронтоном. Здание оштукатурено снаружи в поздней части и не облицовано в старой. Внутри оштукатурено.

## Описание Иоанна Беляева
Протоиерей Иоанна Беляева в работе «Статистическое описание соборов и церквей Костромской епархии, составленное на основании подлинных сведений, имеющихся по духовному ведомству, членом Костромского губернского статистического комитета кафедрального Успенского собора протоиереем Иоанном Беляевым» даёт следующее описание:
Божией Матери Благовещения,
Села Семигорьева
Каменная, двухъ-этажная, съ каменною колокольнею, построена 1753 года, попеченіемъ князя Ивана Борисова Козловскаго.
Престолы: въ славу воскресенія Іисуса Христа изъ мертвыхъ, и въ честь: Божіей Матери, празднованія Благовѣщенія, Божіей Матери, празднованія явленія иконы Казанской, и Спасителя Николая.
Причта по штату положено: священникъ, дьячекъ и пономарь; и сверхъ штата въ клирѣ состоятъ: священник, діаконъ, дьячекъ и пономарь.
Жалованья штатному причту изъ казны 168 рублей.
Земли 42 десятины. Планъ на землю и межевая книга есть. Прихожанъ мужъ. пола 691, женъ. 818, дворовъ 235. Въ приходѣ селеній 26, на пространствѣ 8 верстъ отъ церкви; препятствій въ сообщеніи нѣтъ. Троицкая церковь, села Жирятина въ 4, и Петропавловская, села Стрѣлки, въ 1 верстѣ. Отъ Костромы 70 верстъ.
Согласно описанию Беляева церковь состоит в пятом классе и относится к «церквям, причты коихъ получаютъ вспомогательные изъ казны денежные оклады, по ВЫСОЧАЙШЕ утвержденному штатному положенію, соотвѣтственно семи классамъ, къ которому какая изъ оныъ причислена».

## Описание из «Свода памятников архитектуры и монументального искусства России»[6]
Расположена в северной окраине села в окружении деревьев. Возведена в 1753 году на средства князя И. Б. Козловского. В начале XX века трапезная значительно перестроена, а к колокольне пристроено с запада крыльцо. К югу от церкви сохранились ворота ограды 2-й половины XIII века и, слева от них — сторожка 1-й половины XIX века. Все здания сооружены из кирпича и побелены по кладке, поздние пристройки к церкви — оштукатурены. В середине 1980-х гг. церковь была полуразрушена. Своеобразный крупный сельский храм, в архитектуре которого традиционализм основной части явно тяготеющей к формам зодчества XVII — нач. XVIII веков сочетается с приемами развитого барокко в колокольне и его стилизацией в пристройках. Церковь. Несколько архаичный основной объём в виде массивного двухэтажного четверика на подклете и с полукруглым алтарем, ранее был завершен граненым куполом с луковичной главкой на тонкой шейке. Четверику противопоставлена стройная трёхъярусная колокольня на подклете, ярус звона которой с широкими арками завершен подобием усеченной пирамиды с вогнутыми гранями и люкарнами. Первоначальную композицию нарушает сильно растянутая в ширину трапезная на подклете; апсиды её боковых приделов (четверть окружности в плане) частично закрыли боковые фасады основного четверика. Выразительное крыльцо колокольни с двумя боковыми лестницами-всходами на западном фасаде трактовано как завершенный фронтом портик с двумя парами колонн и большими арочными проемами. Убранство фасадов храма ориентировано на XVII век, что выражено в несовпадении арочных проемов четверика, лопатках на углах и между окон, простых карнизах с лентой зубчиков.
Нарядность облику здания придают нарышкинские наличники с полуколонками и различными по рисунку фигурными фронтонами. В барочном декоре колокольни выделяются парные пилястры и обрамления проемов с лучковыми сандриками. Элементы барокко использованы и в фасадной композиции трапезной: сочетание окон разной формы — лучковых в нижнем этаже, арочных и круглых (второго света) в верхнем; профилированные изогнутые сандрики-бровки, украшающие проемы второго света. Нижний зимний храм перекрыт сомкнутым сводом, высокий четырёх лотковый свод в завершении летнего храма полностью утрачен. Три проема ведут в алтарь с конхой, один широкий — в трапезную с узкими приделами по сторонам, имеющими крестовые своды. В ряде окон сохранились решетки нач. XX века с рисунком из кругов, спиралей и мальтийских крестов. Трехпролетные ворота ограды в стиле барокко, близки по архитектуре к колокольне. Их более крупная средняя часть с широким арочным проходом отделена от низких боковых арок-калиток парными пилястрами с необычными треугольными фронтончиками в завершении. От венчающих арки главок остались лишь постаменты. Небольшая одноэтажная сторожка выдержана в стиле раннего классицизма. Её прямоугольный объём, вытянутый в глубь участка, завершен высокой деревянной тесовой кровлей на два ската с зашитыми досками фронтонами на торцах. Скромный декор фасадов составляют рустованные лопатки на углах, рамочные наличники окон и простой карниз в завершении стен.

## Восстановление
Реставрацией храма с 2008 года занималась Подымова Зоя Игоревна. Проект так и остался нереализованным, а остатки оригинальных построек снесены (кроме колокольни).